# 建聯集團
建聯集團有限公司，簡稱建聯集團（英語：CHINNEY ALLIANCE GROUP LIMITED，港交所：0385），於1981年，由印尼財團嘉洛集團，於香港（總部）成立前身為「嘉洛國際有限公司」。
主席為王世榮（已故查濟民女婿）。首席執行官為陈远强。而主要大股東為建業實業有限公司。
現時業務為从事贸易塑料原料及化工原料产品、地基打桩工程及地基建筑工程、楼宇建筑工程，分销航空系统及节能产品；持有物业，根據資料顯示，1998年11月30日更名前，當時經營房地產和證券經紀。
股份和認股權證（憑證）在1993年10月15日於港交所主板上市，前身為「大馬集團有限公司」。

## 連結
- chinneyalliancegroup.etnet.com.hk/ （页面存档备份，存于）